# Top 40-lijst van week 3, 1965
Deze hits stonden op 16 januari 1965 in week 3 in de Nederlandse Top 40.

## Top 40 week 3, 1965
| Rang | Land                     | Artiest                                                                           | Titel                                  | Rang vorige week | Aantal weken in de Top 40 | Hoogste positie | Aantal punten |
| ---- | ------------------------ | --------------------------------------------------------------------------------- | -------------------------------------- | ---------------- | ------------------------- | --------------- | ------------- |
| 1    | Verenigd Koninkrijk      | The Beatles                                                                       | I Feel Fine                            | 1                | 3                         | 1               | 120           |
| 2    | Canada                   | Lucille Starr                                                                     | The French Song                        | 2                | 3                         | 2               | 117           |
| 3    | Verenigde Staten         | Roy Orbison                                                                       | Pretty Woman                           | 3                | 3                         | 3               | 114           |
| 4    | Nederland                | Willeke Alberti                                                                   | Mijn Dagboek                           | 5                | 3                         | 4               | 108           |
| 5    | Verenigd Koninkrijk      | Cliff Richard                                                                     | I Could Easily Fall (In Love With You) | 13               | 3                         | 5               | 97            |
| 6    | Verenigd Koninkrijk      | The Rolling Stones                                                                | Little Red Rooster                     | 4                | 3                         | 4               | 92            |
| 7    | Nederland                | Imca Marina                                                                       | Harlekino                              | 6                | 3                         | 5               | 105           |
| 8    | Verenigd Koninkrijk      | Petula Clark                                                                      | Downtown                               | 9                | 3                         | 8               | 79            |
| 9    | Verenigde Staten         | The Supremes                                                                      | Baby Love                              | 8                | 3                         | 8               | 91            |
| 10   | Italië                   | Adamo                                                                             | Dolce Paola                            | 7                | 3                         | 4               | 102           |
| 11   | Verenigd Koninkrijk      | Julie Rogers                                                                      | The Wedding                            | 10               | 3                         | 9               | 93            |
| 12   | Verenigd Koninkrijk      | The Rolling Stones                                                                | Time Is On My Side                     | 12               | 3                         | 10              | 89            |
| 13   | Verenigde Staten         | Jay and the Americans                                                             | Come A Little Bit Closer               | 15               | 3                         | 13              | 58            |
| 14   | Nederland                | Gert en Hermien Timmerman                                                         | In Der Mondhellen Nacht                | 14               | 3                         | 7               | 88            |
| 15   | Verenigd Koninkrijk      | The Rolling Stones                                                                | Tell Me                                | 11               | 3                         | 11              | 81            |
| 16   | Verenigde Staten         | Trini Lopez                                                                       | Adalita                                | 29               | 3                         | 16              | 45            |
| 17   | Verenigde Staten         | Gene Pitney                                                                       | I'm Gonna Be Strong                    | 22               | 2                         | 17              | 43            |
| 18   | Italië / België          | Rocco Granata                                                                     | Noordzeestrand                         | 34               | 2                         | 18              | 30            |
| 19   | Verenigd Koninkrijk      | The Kinks                                                                         | All Day And All Of The Night           | 19               | 3                         | 17              | 68            |
| 20   | Duitsland                | Ronny                                                                             | Kenn Ein Land/Kleine Annabell          | 18               | 3                         | 18              | 60            |
| 21   | Verenigde Staten         | The Supremes                                                                      | Where Did Our Love Go                  | 16               | 3                         | 16              | 63            |
| 22   | Griekenland              | Trio Hellenique                                                                   | Ni Nanai                               | 33               | 2                         | 22              | 27            |
| 23   | Verenigde Staten         | The Supremes                                                                      | Come See About Me                      | 17               | 3                         | 17              | 52            |
| 24   | Verenigd Koninkrijk      | The Beatles                                                                       | If I Fell                              | 21               | 3                         | 21              | 52            |
| 25   | Brazilië                 | Los Indios Tabajaras                                                              | Maria Elena                            | 26               | 3                         | 25              | 33            |
| 26   | Verenigd Koninkrijk      | The Shadows                                                                       | Genie with the Light Brown Lamp        | -                | 1                         | 26              | 15            |
| 27   | Canada                   | Lucille Starr                                                                     | Crazy Arms / Colinda                   | -                | 1                         | 27              | 14            |
| 28   | Verenigde Staten         | Chubby Checker                                                                    | Lovely, Lovely (Loverly, Loverly)      | -                | 1                         | 28              | 13            |
| 29   | Nederland                | ZZ en de Maskers                                                                  | Ik Heb Genoeg Van Jou                  | 20               | 3                         | 20              | 42            |
| 30   | Verenigde Staten         | Jim Reeves                                                                        | There's A Heartache Following Me       | 31               | 3                         | 11              | 51            |
| 31   | Canada                   | Lorne Greene                                                                      | Ringo                                  | 40               | 3                         | 20              | 32            |
| 32   | Oostenrijk               | Freddy                                                                            | Vergangen Vergessen Vorüber            | -                | 2                         | 22              | 27            |
| 33   | Italië                   | Adamo                                                                             | Les Filles Du Bord De Mer              | -                | 1                         | 33              | 8             |
| 34   | Nederland Zweden Finland | Dutch Swing College Band / Gudrun Jankis / Stig Rauno / Jan Rodhe & The Wild Ones | Let kiss / Letkis / Letkis jenka       | -                | 1                         | 34              | 7             |
| 35   | Verenigde Staten         | The Drifters                                                                      | Saturday Night at the Movies           | 37               | 2                         | 35              | 10            |
| 36   | Verenigde Staten         | The Newbeats                                                                      | Bread and Butter                       | -                | 1                         | 36              | 5             |
| 37   | Nederland                | Wim Sonneveld                                                                     | Frater Venantius                       | -                | 1                         | 37              | 4             |
| 38   | Verenigde Staten         | Roy Orbison                                                                       | Pretty Paper                           | 25               | 3                         | 13              | 47            |
| 39   | Nederland                | Cocktail Trio                                                                     | Hup Hup Hup                            | 35               | 3                         | 19              | 30            |
| 40   | Verenigd Koninkrijk      | Sandie Shaw                                                                       | Girl Don't Come                        | -                | 1                         | 40              | 1             |

Als een cijfer bij  'Hoogste positie'  is dikgedrukt, dan betekent dat dat het nummer in deze week zijn hoogste positie, tot deze week toe, heeft behaald.

## Nummers die vorige week wel in de lijst stonden, maar deze week niet meer
Deze week zijn er 9 nummers uit de lijst gegaan.
| Aantal weken volgehouden | Aantal punten | Hoogste positie | Rang vorige week | Land                | Artiest                | Titel                                     |
| ------------------------ | ------------- | --------------- | ---------------- | ------------------- | ---------------------- | ----------------------------------------- |
| 2                        | 42            | 12              | 28               | Nederland           | Edwin Rutten           | Ik Moet Altijd Weer Opnieuw Aan Je Denken |
| 2                        | 32            | 14              | 36               | Frankrijk           | Marc Aryan             | Si J'etais Le Fils D'un Roi               |
| 2                        | 41            | 18              | 23               | Verenigd Koninkrijk | Sandie Shaw            | Always Something There To Remind Me       |
| 1                        | 17            | 24              | 24               | Duitsland           | René Carol             | Du Darfst Nicht Weinen                    |
| 2                        | 27            | 27              | 27               | Verenigde Staten    | The Newbeats           | Everything's Alright                      |
| 1                        | 11            | 30              | 30               | Verenigd Koninkrijk | Freddie & the Dreamers | I Understand                              |
| 1                        | 9             | 32              | 32               | Nederland           | Trea Dobbs             | Ik Vraag Het Aan De Sterren               |
| 2                        | 7             | 36              | 39               | Verenigde Staten    | Jim Reeves             | I Won't Forget You                        |
| 1                        | 3             | 38              | 38               | Verenigde Staten    | Brenda Lee             | Ich Wil Immer Auf Dich Warten             |